# 東京遊覧乗合自動車

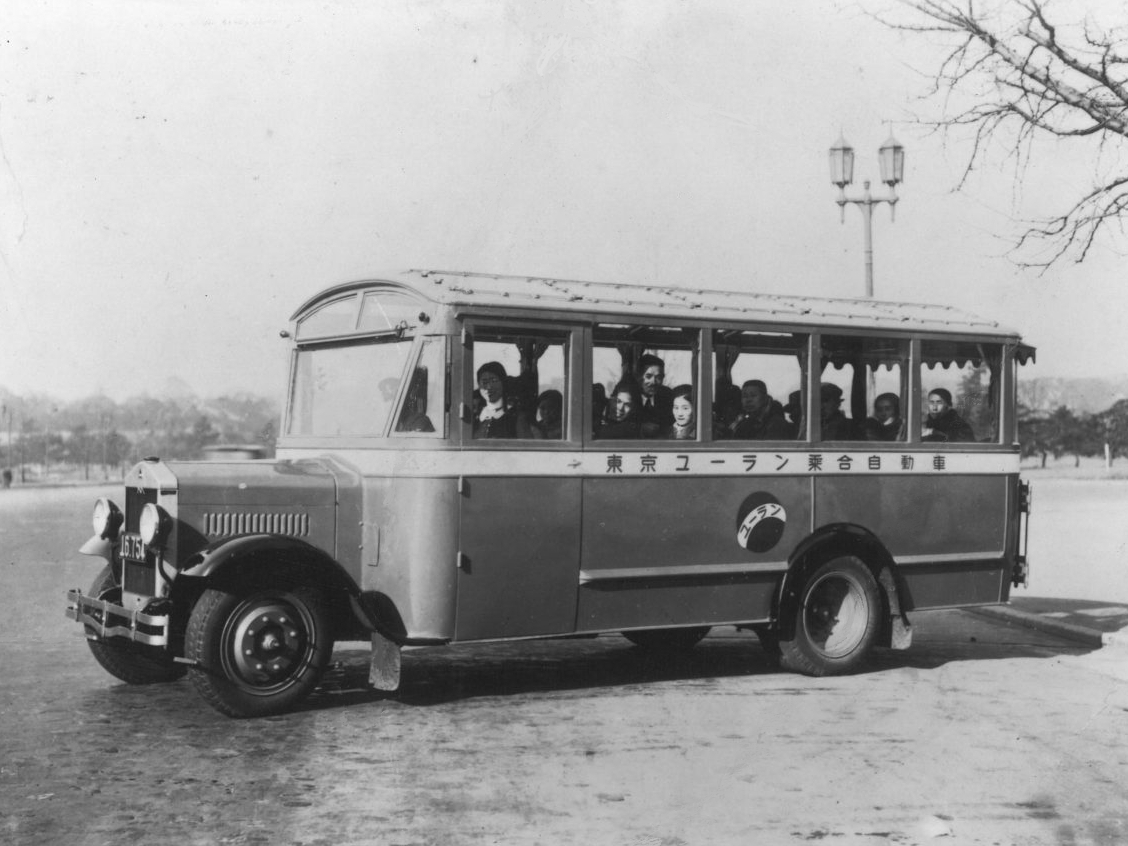
東京遊覧乗合自動車のバス車両

東京遊覧乗合自動車（とうきょうゆうらんのりあいじどうしゃ）は、かつて日本に存在したバス運行会社。1925年（大正14年）に東京市内の定期観光バスの営業を最初に始めた。これは別府温泉の亀の井バスに先行して始まったものであった。一般には渡辺滋の発案、東京乗合自動車の後援で実施が始まったとされる。戦時体制下の交通事業整理の名目で営業休止となる。太平洋戦争後、東京都などの出資を得て、新日本観光として再出発。1963年（昭和38年）9月1日、新日本観光は、はとバスと改名した。

## 設立背景
遊覧バスはヨーロッパが発祥である。第一次世界大戦の後、ヨーロッパでは戦跡見学が盛んに行われるようになったが、これに注目したバス会社がガイドを添乗した戦跡巡りバスが営業させるようになった。その後、ロンドンやパリなどで都市案内をする遊覧バスが出現した。
一方、大正期には人力車や馬車による東京見物が行われていた。このころの主な東京の主な名所は、亀戸の臥竜梅、四谷新町の梅林、上野公園の桜、大久保のつつじ、鬼子母神の朝顔市、両国の川開き、神田神社の祭り、酉の市などであった。

## 社史

### 設立
帝都高速度交通営団の総裁であった鈴木清秀は、はとバスの広報の取材に対し、以下のように語っている。
渡辺滋は、広島県出身で専修大学で交通学を専門とした教授であったこと、東京瓦斯電気工業の虎ノ門営業所の所長の経歴があったことが伝えられている。おそらく渡辺滋は、この頃にヨーロッパの遊覧バス事業を知り、東京での実現を画策したものと想像される。
1924年（大正13年）7月22日、渡辺滋が「東京周遊自動車」の名称で東京市内の遊覧バス営業の許可を警視庁に願い出た。警視庁は、東京乗合自動車との共同経営を条件として約1年後の1925年（大正14年）6月30日に許可が降りた。これを受けて、渡辺滋は東京乗合自動車に支援を求め、東京乗合自動車側も協力体制を取ることに同意した。
1925年（大正14年）11月26日、社名を「東京遊覧乗合自動車」に改名した。これは東京乗合自動車の協力を受ける条件であったと推察される。また東京乗合自動車は新会社に30万円を出資した。

### 運行開始

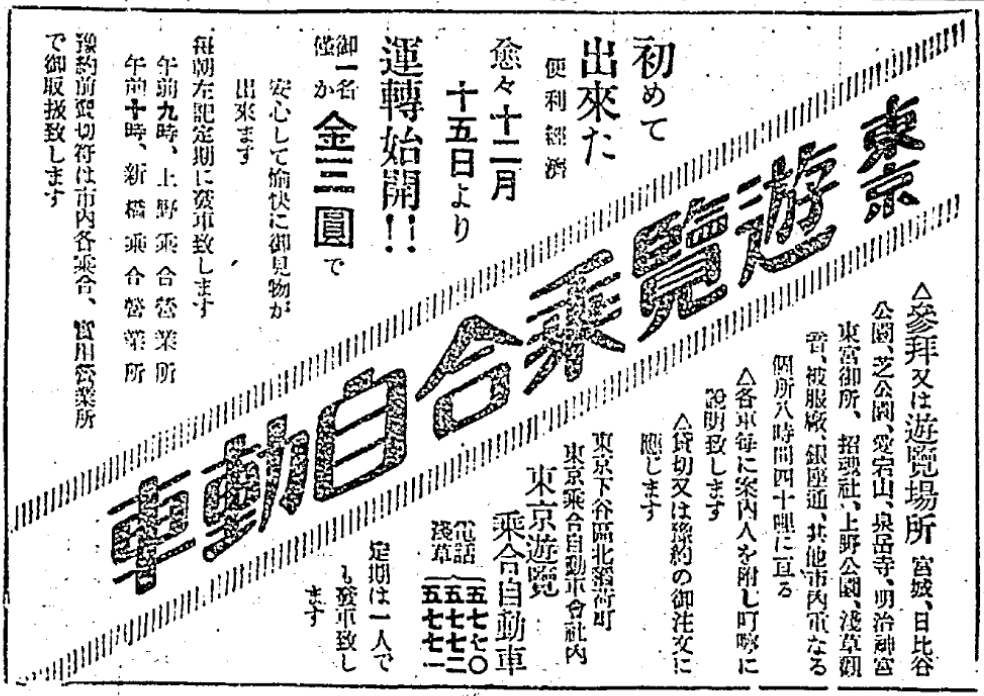
東京遊覧乗合自動車の新聞広告（朝日新聞1925年12月15日朝刊）

東京遊覧乗合自動車による東京市内の遊覧バスの営業が始まったのは、1925年（大正14年）12月15日からである。毎日運行。上野営業所に午前9時、または新橋営業所に午前10時に乗車する。宮城（皇居）、日比谷公園、芝公園、愛宕山、泉岳寺、明治神宮、東宮御所、東京招魂社、上野公園、浅草観音、被服廠跡、銀座通りなどを8時間かけて回るコースであった。
出発から一巡して営業所に戻るまで約8時間。そのうち乗車時間が約3時間で下車して見学する時間が約4時間半、残り30分が昼食休憩であった。昼食休憩は、明治神宮前で行い、ここに休憩所と食堂が用意されていた。休憩所にはお茶の用意があり、また食堂には定食が50銭で用意されていた。
乗車料は開業当初が大人3円、12歳以下2円であった。翌年には大人3円50銭、12歳以下2円50銭となる。貸切運行は20人乗り1台が60円。
遊覧運行には通常、案内人は2人がつく。また貸切営業も行っており、この場合、発車時間は随時。貸切で乗客数が多い場合は案内人の数を増やして対応する場合もあった。

### 反対運動
定期遊覧乗合バスの出現に、人力車の車夫組合や旅館の経営者らが強く反発したと伝わっている。人力車は遊覧乗合バスの直接競合して客が減ることを理由に反発した。また旅館業者はそれまで東京市内見物に3泊の日程が通常だったものが、遊覧自動車ができると1泊で帰ってしまうと懸念を示した。
旅館側は小型タクシーを集めて類似の遊覧ツアーを行うようなことも発生した。最終的には旅館や人力車の車夫が遊覧客を案内した場合は紹介手数料を払うことで落着した。

### 定期観光事業の移譲
1926年（大正15年）6月、東京遊覧乗合自動車の東京市内観光を目的とする一般乗合の定期路線が、東京乗合自動車に譲渡された。これは、東京遊覧乗合自動車の経営基盤が脆弱であったため、定期運行が確実に実行できるよう東京乗合自動車に協力を求めたのではないかと推測される。
その後も、東京乗合自動車と共同で定期遊覧バスを営業した。1936年（昭和11年）の状況は、16人乗り乗合自動車を5台、25人乗り乗合自動車を1台を保有していた。また運転手3人、案内人3人が所属していた。

### 戦時統合からはとバスへ
1935年（昭和10年）、親会社の東京乗合自動車が東京地下鉄道の傘下に入った。これにより社名を「東京遊覧乗合自動車」から「大東京遊覧自動車」に変更、社長に東京地下鉄道の創業者でもあった、早川徳次が就任した。
遊覧バス事業は、1940年（昭和15年）10月、戦時体制下の交通事業整理の名目で営業休止となる。大東京遊覧自動車は1941年（昭和16年）12月1日東京地下鉄道に合併され、さらに1942年（昭和17年）2月1日東京地下鉄道のバス事業が東京市に買収された。このため太平洋戦争後、遊覧バス事業の営業権は東京都が保有していた。元東京地下鉄道の社員であった山本龍男が東京都に対して払い下げを求める運動を開始した。山本龍男は日本観光を設立し、実績作りのため進駐軍向けの貸切バスの営業を開始した。
1948年（昭和23年）4月、都議会で東京都から代表者を送り運営するという付帯条件付きで、遊覧バス事業の営業権が日本観光に与えられることが決定した。8月、帝都高速度交通営団、日本交通公社、鉄道弘済会、東京都などの出資を得て、新日本観光として再出発。1963年（昭和38年）9月1日、新日本観光は、はとバスと改名した。